# Azei
Azei (în rusă Азей) este un sat din raionul Tulun, Regiunea Irkutsk, Rusia. Este centrul administrativ al așezării rurale Azei. Satul este situat la aproximativ 17 km sud-est de centrul regional Tulun, între Șeragul și Tulun. Aici se află o stație a căii feroviare est-siberiene. Conform recensământului, în 2010, în satul Azei locuiau 677 persoane (314 bărbați și 363 femei).